# Zdeněk Landa
Zdeněk Landa (* 9. června 1935, Žilina) je bývalý československý hokejový útočník.  

## Hráčská kariéra
Reprezentoval Československo ve dvou utkáních s Kanadou a USA v roce 1961. Gól v reprezentaci nedal. Na ligové úrovni hrál za TJ SONP Kladno (1954-1956) a (1958-1964) a TJ Gottwaldov (1964-1968). Dále pokračoval v TJ Zbrojovka Vsetín a jako hrající trenér v Itálii za HC Alleghe. Za TJ Gottwaldov nastoupil ve 116 ligových utkáních, ve kterých dal 6 gólů.